# Michael von Faulhaber

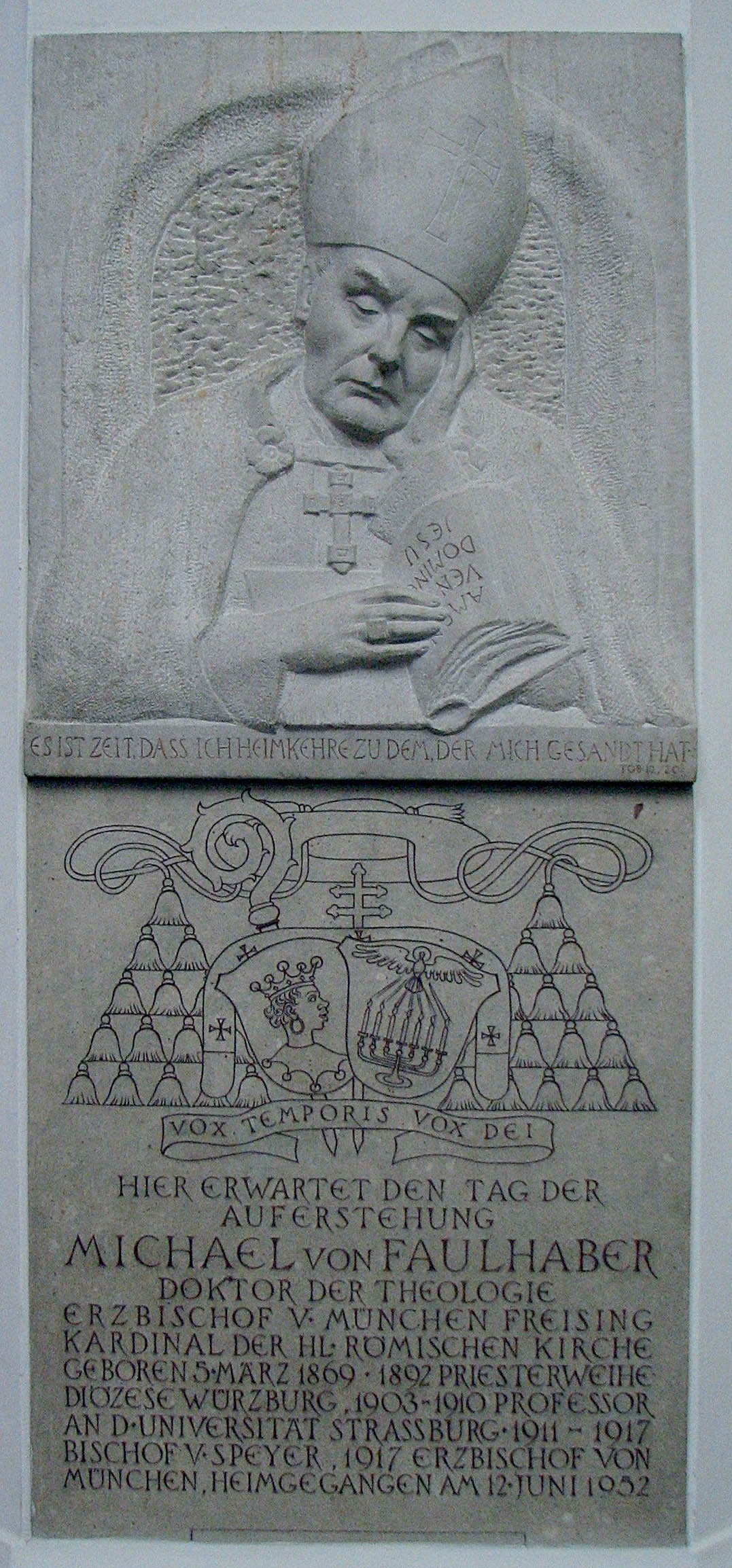
La lápida de von Faulhaber, en Munich.

Michael von Faulhaber (5 de marzo de 1869-12 de junio de 1952) fue un cardenal de la Iglesia católica que se desempeñó como Arzobispo de Munich y Frisinga desde 1917 hasta su muerte. Faulhaber era un opositor político del gobierno nazi, y consideraba a la ideología nazi como incompatible con el cristianismo;[cita requerida] pero también rechazó a la República de Weimar como enraizada en la traición, y se opuso a un gobierno democrático en general, a favor de una monarquía católica. Faulhaber habló en contra de algunas políticas del gobierno nazi,[cita requerida] pero públicamente lo reconoció como legítimo, pidió al clero católico que permanecieran leales al gobierno nazi y mantuvo puentes entre el fascismo y la Iglesia. Michael von Faulhaber ordenó sacerdote a Joseph Ratzinger (futuro papa Benedicto XVI) y fue el último cardenal en sobrevivir designado por Benedicto XV.

## Biografía
Michael Faulhaber nació como el tercero de siete hijos del panadero Michael Faulhaber (1831-1900) y su esposa Margarete (1839-1911). Fue educado en la escuela Gymnasium de Schweinfurt y Würzburg. En 1887 hasta 1888 él era un soldado y suboficial en el ejército bávaro.
En 1910, fue nombrado obispo de Espira e investido como tal el 19 de febrero de 1911. El 1 de marzo de 1913 fue nombrado Caballero de la Orden de la Corona de Baviera, por Luis III de Baviera; de acuerdo con los estatutos de esta orden, Faulhaber fue ennoblecido con el estilo de Ritter von Faulhaber. En 1916 ganó la Cruz de Hierro (como el primer clérigo en el Imperio Alemán) en el Frente occidental de la Primera Guerra Mundial por su primera línea de apoyo de las tropas, actuando como un Capellán Militar.
En 1917, su nombramiento como arzobispo de Munich y Frisinga siguió. En 1921 se convirtió en un cardenal, con el título de Santa Anastasia.
Faulhaber sentía poca lealtad a la República de Weimar. En la conferencia católica nacional (Katholiikentag) de 1922 en Munich, declaró que la República de Weimar fue un perjurio y la traición, ya que había llegado a través del derrocamiento de las autoridades civiles legítimas, las monarquías y había incluido en su Constitución la separación de Iglesia y Estado. Faulhaber había elogiado la monarquía unos meses antes en el funeral de Luis III de Baviera.
Faulhaber publicó, junto con el apoyo de la creación de un vínculo institucional de la asociación, la obra de Amici Israël . Apoyó al grupo mediante la distribución de sus escritos, diciendo "hay que asegurar una amplia distribución de los escritos del Amici Israël" y amonestando a los predicadores mantenerse al margen de cualquier declaración que "de ninguna manera pueden sonar antisemita".

## Faulhaber y el Partido Nazi
Faulhaber fue una figura clave en las negociaciones entre la Santa Sede y el régimen de Adolf Hitler, y, a menudo, se cita en las obras que tratan de la Iglesia católica y el Estado nazi.

### Subida del Partido Nazi
Faulhaber ayudó a persuadir a Gustav von Kahr para no apoyar a Hitler durante la Putsch de la Cervecería. Sus partidarios se volvieron en contra de Faulhaber, quien había denunciado a los nazis en cartas a Gustav Stresemann y a Heinrich Held de Baviera, y le culpan de su fracaso; protestas seguidas contra Faulhaber, así como el papa, durante un fin de semana entero.
En 1923 Faulhaber declaró en un sermón que cada vida humana es preciosa, incluyendo las de los judíos. Cuando el nuncio escribió a Roma en 1923 quejándose de la persecución de los católicos, comentó que "Los ataques fueron especialmente enfocados en este sabio y celoso" Faulhaber, quien en su sermón y correspondencia, había denunciado las persecuciones contra los judíos.
Frente al boicot decretado en abril de 1933 por el recién instaurado régimen nazi a los negocios judíos, y al establecimiento ese mismo mes de las leyes raciales para los trabajadores públicos y contra los profesionales judíos, Faulhaber mantuvo la misma línea de aprobación general que el resto del clero católico; de modo significativo, justificó así ante Pío XII su posición de inacción: «los judíos pueden arreglárselas por sí mismos».

## Relaciones con Hitler
Faulhaber, al igual que otros miembros de la jerarquía católica alemana, deseaba tener una relación de trabajo con el gobierno, pero encontró difícil creer en ello cuando Hitler los utilizó para sus propios fines de propaganda y luego los abandonó con promesas vacías.
Después de la firma del Concordato entre el régimen nazi y la Santa Sede en 1933, Faulhaber envió una nota de felicitación a Hitler:

Lo que los antiguos parlamentos y partidos no lograron en 60 años, su visión de futuro estadista lo ha logrado en seis meses. Por el prestigio de Alemania en Oriente y Occidente y ante el mundo entero este apretón de manos con el papado, el mayor poder moral en la historia del mundo, es hazaña de bendición inconmensurable.

Faulhaber terminó su nota con un deseo que venía desde el fondo de su corazón: Que Dios preserve el Canciller del Reich para nuestro pueblo. En junio de 1936, la prensa alemana informó del caso de un suizo católico que oró por la muerte de Hitler y, por extensión, acusó a todos los católicos de compartir una inclinación similar hacia la sedición. Faulhaber respondió en un sermón:

Un lunático extranjero ha tenido un ataque de locura. ¿Esto justifica  sospechar de la mayoría de los católicos alemanes? Todos ustedes son testigos de el hecho de que todos los domingos y festivos en el servicio principal que oramos en todas las iglesias por el Führer como hemos prometido en el Concordato. Y ahora se pueden leer en grandes letras de anuncios en las esquinas de las calles "Ellos oran por la muerte de Hitler!" Nos sentimos ofendidos por causa de este cuestionamiento de nuestra lealtad al Estado. Hoy vamos a dar una respuesta, una respuesta cristiana: hombres católicos, ahora vamos a orar juntos un padrenuestro por la vida del Führer. Esta es nuestra respuesta.

## Legado
Faulhaber sigue siendo una personalidad controvertida. Los informes nazis lo consideraron  como  "amigo de los judíos" y un católico "reaccionario" (término usado por los nazis para referirse a los opositores de los nazis que no eran de izquierdas). Ronald Rychlak es de la opinión de que las opiniones expresadas por gente como Faulhaber al cardenal Pacelli (recomendando silencio sobre el supuesto de que hablar sería empeorar las cosas) influenciaron las futuras respuestas del cardenal Pacelli a los temas planteados.
Su cuerpo descansa en la Catedral de Nuestra Señora de Múnich.